# Telefoni bianchi
Telefoni bianchi è un film italiano del 1976 diretto da Dino Risi.

## Trama
Marcella Valmarin, giovane cameriera veneta innamorata del cinema dei telefoni bianchi, decide di andare a Roma per diventare attrice. È stata infatti sedotta da un cliente dell'albergo del Lido di Venezia in cui lavora il quale, fintosi un importante impresario cinematografico per poterla concupire, le avrebbe promesso una piccola parte in una produzione cinematografica, previo provino formale da tenersi appunto nella capitale. È accompagnata dal fidanzato Roberto Trevisan, al quale ha promesso di sposarlo non appena arrivati, sfruttando l'occorrenza delle celebrazioni per il decennale dell'instaurazione del regime fascista, in cui le autorità organizzano un viaggio nella capitale con annessa cerimonia matrimoniale, tutto spesato, per ogni coppia di innamorati che vorranno convolare a nozze quel giorno.
Ma, giunta a Roma, la giovane ha tuttavia modo d'appurare d'esser stata raggirata e d'essersi perciò scomodata, tra le beghe del viaggio e del suo matrimonio imminente, per nulla; ciononostante, viene nuovamente sedotta da un altro marpione, la camicia nera Bruno, che, forte dei suoi millantati agganci, si dice disposto a darle una spinta nei suoi propositi d'attrice. Sorpresili a letto, pur senza farsi vedere, proprio poco prima della cerimonia, un affranto Roberto, davanti all'altare dove si stanno celebrando in successione i matrimoni di tutte le coppie accorse per l'occasione, risponde platealmente di "no" alla domanda del prete, per poi sbottare in un violento sfogo nei confronti della ragazza.
Prelevato a forza dai militi presenti, viene arruolato da "volontario" per la guerra d'Etiopia dietro interessamento di Bruno. Marcella si ritrova cosí a far la concubina di Bruno che, disattendendo con sua profonda sorpresa ed amarezza le promesse fattele, l'avvia invece alla carriera di prostituta nel bordello gestito dalla madre, dove però ha modo d'aprirsi un piccolo spiraglio nel mondo della musica grazie a Gondrano Rossi, compositore dalle bizzarre perversioni sessuali infantiliste, suo cliente abituale, che la ingaggia come cantante in un suo piccolo gruppo canoro.
In seguito poi ad un incontro casuale, concede i suoi favori a Benito Mussolini in persona, che la inserisce nel mondo del cinema, tra stuoli di personaggi servili. Il Duce si occupa successivamente anche di Roberto, arruolandolo - nuovamente "volontario" - per la guerra civile spagnola in appoggio all'esercito franchista. La ragazza conosce un facile successo, con il nome d'arte di Alba Doris, ed instaura una relazione abbastanza stabile col divo cocainomane Franco D'Enza, col quale forma una delle coppie del grande schermo più seguite dal pubblico italiano.
Dopo il 25 luglio 1943, con il crollo del fascismo, la giovane si vede pian piano erodere il benessere e la posizione sociale fattasi in tutto quel tempo, motivo per cui decide alla fine di tornare nella natia Conegliano, nel trevigiano, per ricongiurgersi con la famiglia. Partita con la Fiat Topolino abbandonata dal suo ormai ex cuoco (che era fuggito rubandole la sua lussuosa Rolls-Royce), a seguito d'un guasto che la lascia a piedi s'unisce al losco contrabbandiere e delatore di ebrei gobbo Adelmo, col quale intraprende un lungo viaggio per il Nord Italia, prostituendosi di volta in volta per sopperire ad ogni necessità materiale.
Nel tragitto s'imbatte anche nel suo vecchio compagno di vita e carriera Franco, adesso scritturato per girare filmini di propaganda bellica per conto della Repubblica Sociale Italiana, ormai minato nel fisico e nella mente dalla sua tossicodipendenza, e che poco dopo perirà per crepacuore dopo essersi imbattuto in alcuni partigiani che, un po' per scherzo, gli stavano imbastendo sul momento un processo sommario per collaborazionismo. Giunta finalmente a casa, non riceve però l'accoglienza che s'aspettava poiché i genitori, avendola creduta ormai ricca e realizzata, non appena capiscono che ha perso tutto la cacciano senza troppe cerimonie, ritenendola soltanto un'altra bocca da sfamare. Dopo la guerra, Marcella riesce però a rimettersi in sesto, procurandosi un marito svizzero-tedesco bello e benestante, produttore di cioccolato.
Intanto Roberto, dopo aver militato in tutte le spaventose guerre del Ventennio, è creduto morto in Unione Sovietica durante la campagna di Russia. Marcella, approfittando di un viaggio del coniuge in questo paese per lavoro, chiede di accompagnarlo per cercare il cimitero dell'antico innamorato e rendere così omaggio alla sua tomba. Il contadino a cui l'autista dei due chiede informazioni sulla strada per il cimitero è proprio un irriconoscibile Roberto, accasatosi in una Russia forse più ospitale, con moglie e figli. Roberto, infatti, dà all'autista le indicazioni richieste e, mentre Marcella ed il marito si allontanano senza averlo riconosciuto, ritorna serenamente alla propria vita lamentandosi del forte vento, più forte di quello che soffia nella natìa laguna veneziana.

## Accoglienza
Accolto freddamente dalla critica italiana, nonostante il David di Donatello speciale vinto da Agostina Belli, il film ebbe invece grande successo in Francia dove uscì con il titolo La Carrière d'une femme de chambre.